# 에스페란토 문법
에스페란토는 문법적 성(性)이 없고, 규칙적으로 동사가 변화하는 교착어이다.
명사는 주격과 목적격, 즉 2개의 격을 가진다.(목적격 어미(-n)는 이동을 나타내거나, 전치사를 대신하거나 독립구로 사용할 때도 사용한다.) 수는 단수(singularo)와 복수(pluralo)가 있고, 형용사의 복수형과 목적격이 존재하여 수식하는 명사에 일치시킨다. 동사의 인칭변화는 없으므로 동사의 활용은 영어나 스웨덴어와 같이 매우 단순하다.
격과 품사를 나타내는 어미 때문에 비교적 어순이 자유롭다.이 점에서는 러시아어, 그리스어, 라틴어, 일본어, 한국어와 유사하고, 중국어나 영어와 다르다.

## 품사
에스페란토의 품사 (명사, 형용사, 동사, 부사)는 어간(radiko)에 어미(語尾, finaĵo)를 붙여 나타낸다. 예를 들어 hundo (개)는 어간 hund-와 명사를 나타내는 어미 -o로 구성되어 있다. 따라서, 어미만으로 단어의 품사를 알 수 있다. 어미 -o는 명사(substantivo), -a는 형용사(adjektivo), -e는 부사(adverbo)를 나타낸다. 품사 어미는 대부분의 경우 생략할 수 없으나, 시적 허용으로 명사의 어미 -o를 생략하고 아포스트로피 (')로 대체할 수 있다.

## 어형성
에스페란토 문법에서, 어형성(에스페란토: vortfarado)은 중요한 위치를 차지한다. 에스페란토는 다양한 어형성법을 가능하게 하는데, 주로 파생법과 합성법이 쓰인다. 파생법(에스페란토: derivado)에서는 단어의 어미를 바꾸거나 접사를 추가하여 단어의 뜻 및 품사를 바꾼다. 반면, 합성법(에스페란토: kunmetado)에서는 두 개 이상의 어근을 붙여 새로운 단어를 만든다.
에스페란토 어형성론에서는 (접속사·전치사 등을 제외한) 거의 모든 어근을 (실제 사용되는 품사와 상관없이) 다음과 같은 3개의 의미 범주(에스페란토: signifo-kategorio)로 나눈다.:III §1
- 명사형: pom- (사과)
- 형용사형: bel- (아름답다)
- 동사형: ir- (가다)

이는 실제 사용되는 접미사(-o, -a, -i)와 관계없으며, 어근 고유의 성질이다. 이는 대체로 사전에서 수록된 표제어의 형태와 같다. 예를 들어, 어근 bel-은 형용사형 어근이므로, 표제어는 bela이고, belo는 bela 아래에 수록되어 있다.

### 파생법
에스페란토에서는 어근에 어미를 바꾸거나, 접두사·접미사를 추가하여 새로운 단어를 만들 수 있으며, 이를 파생법이라고 한다.

#### 어미 및 범주접미사
에스페란토에서는 기본적으로 어근에는 고유 의미 범주에 대응하는 어미를 사용한다. 이 경우, 어미는 (문법적인 역할 밖에는) 의미론적으로 아무런 뜻을 갖지 않는다.:III §2
pom- (사과, 명사형 어근) + -o (명사형 어미) = pomo
bel- (아름답다, 형용사형 어근) + -a (형용사형 어미) = bela
ir- (가다) + -i (동사형 어미) = iri
어근에 고유 의미 범주와 다른 어미를 사용하면 어근의 뜻이 바뀐다. 어미의 의미는 다음과 같다. 이 가운데, 명사형 어미 -o의 뜻은 불명확하며, 다음과 같은 네 가지의 범주접미사(에스페란토: kategorio-sufikso)로 그 뜻을 명확하게 할 수 있다.
- -a: ~의 성질을 가진
- -i: ~을 사용하여 발현시키다
- -o: ~한 (추상적인) 대상
  - -eco: ~한 성질
  - -ado: ~한 행위
  - -ulo: ~한 사람
  - -aĵo: ~한 것

예를 들어, 다음과 같다.
bela 아름다운 → belo 아름다움, bele 아름답게
bona 좋은 → bono 좋음, bone 좋게
riĉa 부유한 → riĉo 부유함, riĉe 부유하게
※ 부(富): riĉaĵo
danci 춤추다 → danco

#### 기타 접사
더 복잡한 파생어를 만들기 위해서는 각종 접미사나 접두사를 쓸 수 있다. 파생법의 세부 규정은 매우 다양하나, 대체적인 특징은 다음과 같다.
- 여러 언어에 존재하며, 특히 이베리아로망스어에 발달한 지소형(-eto)과 증대형(-ego) 접미사가 하나씩 있다.
- 접미사를 이용하여 동사의 사동/피동형을 나타낼 수 있다.
- 접사를 이용하여 동사의 진행상태가 긺을 표현할 수 있다. 또한 기동상 등을 나타낼 수도 있다.
- 접두사 mal-은 단어의 반대말을 만든다. 반면 접두사 ne-는 "(꼭 정반대는 아닐지라도) …이 아닌"이라는 뜻이다.[4]

malklara 흐린, 혼란된 ≠ neklara 명확하지 않은
malkristana 적(敵)크리스트교적인, 크리스트교와 정반대인 ≠ nekristana 크리스트교인이 아닌
- 이름의 애칭을 표현하는 접미사가 남성과 여성 각각에 하나씩 존재한다.
- 고전적으로 명사에 성 표지가 없으면 남성을 지칭하고, 여기에 접미사 -ino를 붙여 규칙적으로 여성 명사를 만든다.

patro 아버지 → patrino 어머니
양성 모두를 지칭하려면 접두사 ge-를 붙이고 복수로 놓는다.
gepatroj 부모
혼인을 통한 친족관계는 접두사 bo-를 쓴다.
bopatro 시아버지 또는 장인
bopatrino 시어머니 또는 장모
bofrato 배우자의 남형제 (처형, 처제, 아주버니 등)
- 이 밖에 소속 관계, 집합 관계, 전후 관계, 대표 관계, 가능 관계, 도구형, 행위형, 장소형, 당위형, 반복형, 부속물, 가치평가, 전문성, 인칭형, 수납형, 확산 상태, 추상 개념화, 국가 등을 나타내는 다종한 접사가 있다.
- 어떤 공식 접사와도 뜻이 충분히 통하지 않는 경우 부정형(不定形) 접미사 -um를 사용해 문맥 속에서 뜻을 지정할 수 있다.
- 공식 접사들 외에 비공식적으로 쓰이는 접사, 준접사, 유사접사와 같은 여러 경계 유형들이 존재한다.

### 합성법
두 단어를 합성하기 위해서는, 단어의 어근(radiko)을 띄어쓰기 없이 붙이고, 끝에 적절한 품사 어미를 붙인다.
mano 손 + libro 책 → manlibro 핸드북
다만, 발음의 편의상 첫 단어의 어미를 남기는 것도 가능하다.
skribo →글 + tablo →테이블 → skribtablo aŭ skribotablo →책상
본적으로 파생이나 합성 시 품사의 설정은 자유로우나, 실질적으로 어떠한 품사가 취해질지는 의미로써 결정되는 경우가 많다.
에스페란토에서, 합성어는 어미를 자유롭게 바꿀 수 있는지에 따라 크게 두 종류가 있다.

#### 파생 가능 합성어
첫 번째 종류는
명사 + 어근 + 어미
의 꼴이며, 이 경우 어미는 자유롭게 바뀔 수 있다.:III §4 예를 들어,
vapor- →수증기 + ŝip- →선박 → vaporŝipo →증기선, vaporŝipa →증기선에 대한, vaporŝipe →증기선으로

#### 파생 불가능 합성어
두 번째 종류는
형용사/수사/전치사 + 명사 + -a/-e/-i
의 꼴이며, 이 경우 어미는 바뀔 수 없다.:III §5 이 경우 품사를 바꾸려면 접미사를 사용하여야 한다. 예를 들어,
blu- →푸른 + okul- →눈 → bluokula →푸른 눈의
*bluokulo는 불가능하며, blua okulo로 써야 한다. 다만, bluokuleco는 가능하다.
bon- →좋은 + fart- →지내다 → bonfarti →잘 지내다
du →2 + lingv- →언어 → dulingva →2개국어의
*dulingvo는 불가능하다. 다만, dulingveco는 가능하다.
sen →-없이 + senc- →의미 → sensenca →의미없는

#### 예외적 합성어
이 두 종류에 속하지 않는 예외적인 경우도 있으나, 드물다.:III §5 이 경우, 합성된 어근들의 뜻 이상으로 관용적인 의미가 추가로 존재한다.
nov- →새로운 + edz- →신랑 → novedzo →신혼 신랑
nova edzo →새로운 신랑와는 뜻이 다르다.
el →-에 + don- →주다 → eldoni →출판하다
eldono →출판(물)도 가능하다.
al →-에 + don- →주다 → aldoni →추가하다
aldono →추가(한 것), aldona →추가적인도 가능하다.

## 관사
에스페란토는 관사(artikolo) la를 포함한다. 이는 정관사이며, 유럽 언어의 관사와 유사하게 쓰인다. 부정관사는 없다. 정관사는 성, 수, 격에 관계없이 불변이다.
관사 "la"는 알고 있는 사람이나 대상에 대하여 말할 때 쓴다.
La artikolo „la” estas uzata tiam, kiam ni parolas pri personoj aŭ objektoj konataj.— 

시적 허용으로, 전치사 de, je 따위 앞에서는 la를 de l', je l'과 같이 축약할 수 있다.
Se vi la kordojn de l' harpo tuŝas, / Vi miron faras, artisto. 만약 당신이 하프의 현들을 건드리면, / 당신은 경의를 일으킨다, 예술가여. (Leo Belmont, "Nokt' en la koro", 바이런의 "내 영혼은 어둡도다"My Soul is Dark를 번역)

## 수(數)와 격(格)
명사와 형용사는 수(nombro)와 격(kazo)에 따라 형태가 바뀐다 (deklinacio). 수는 단수(singularo)와 복수(pluralo), 격은 주격(主格, nominativo)과 목적격(目的格, akuzativo)이 있다.
복수형은 해당 명사와 형용사 어미 뒤에 -j를 붙여 나타낸다. 목적격은 -n을 명사와 형용사 어미 뒤에 붙여 나타내며, 복수형일 경우 복수형 어미 뒤에 붙인다.
|        | 단수         | 복수            |
| ------ | ------------ | --------------- |
| 주격   | hundo →개는  | hundoj →개들은  |
| 목적격 | hundon →개를 | hundojn →개들을 |

### 목적격의 용법
동사의 목적어는 항상 목적격을 쓴다.
Li amas la knabinon. →그는 그 소녀를 사랑한다.
주어일 경우와, 전치사 뒤일 경우에는 주격을 쓴다.
Ni ne veturis al la monto. →우리는 그 산으로 여행하지 않았다.
단, 전치사 al이 명사와 결합하는 경우, (혼동이 없을 경우) al을 생략하고 명사를 목적격으로 적어도 된다.
Ni ne veturis la monton. →우리는 그 산으로 여행하지 않았다.
이러한 목적격은 문장의 의미를 바꿀 수 있다.
La birdo flugis en la domo. →새는 집 안에서 날았다.
La birdo flugis en la domon. →새는 집 안으로 날아왔다.
이러한 방향을 나타내는 목적격은 부사에도 쓸 수 있다.
Domen ni marŝis. →집으로 우리는 행진했다.
인사 등의 의미를 나타내기 위해 독립하여 감탄사적으로 사용되는 명사는 목적격을 쓴다. (수식하는 형용사도 마찬가지다.) 그러나 전치사와 명사가 함께 사용되는 경우는 (방향의 목적격이 아니라면) 주격을 쓴다.
Bonan nokton! →좋은 밤입니다!
Ĝis revido! →다시 만날 때까지! (이별의 인사)

### 동격(同格)과 지명(指名)
에스페란토에서 명사 뒤에 그것을 수식하는 형태로 다른 명사가 올 때는 두 가지 경우가 있다. 하나는 동격(同格, apozicio 또는 apudmeto)이고, 하나는 지명(指名, nominacio)이다. 동격은 수식어와 피수식어가 동의어임을 의미한다. 이 때는 수식명사와 피수식명사 사이에 반점(쉼표)을 찍고, 수식명사와 피수식명사의 격을 일치시킨다.
Tie mi renkontis Viktoron, mian edzon. →저기서 나는 내 남편인 빅토로를 만났다.
이 문장에서, Viktoron과 mian edzon의 위치를 서로 바꾸어도 이 둘이 동격이므로 뜻은 같다. "Viktoro"와 "mia edzo"가 같은 대상을 일컫기 때문이다.
지명의 경우, 수식어는 피수식어와 동의어가 아니며, 피수식어의 의미를 제한하거나 형용한다. 이 때는 반점을 찍지 않고, 수식어는 피수식어에 관계없이 단수 주격이다.
La ĉefurbo de Britio estas Londono. Sed ankaŭ Kanado kaj Usono havas urbojn Londono. →영국의 수도는 런던이다. 그러나 또한 캐나다와 미국도 런던이라는 이름의 도시를 지닌다.
이 문장에서, urbojn과 Londono의 위치를 변경하면 비문이 된다. 또한 urbojn과 Londono는 의미론적으로도 같지 않다. urbo는 '도시'라는 뜻이지만, Londono(런던)는 이 명사에 임의로 갖다 붙인 (가능했던) 이름 가운데 하나에 불과하며, 그 자체로 '도시'라는 성질을 포함하지는 않는다.

## 형용사
형용사(에스페란토: adjektivo)는 명사구(에스페란토: substantiva frazo)를 형용하며, 명사구 앞이나 뒤에 올 수 있다. (다만 앞에 오는 경우가 더 잦고, 뒤에 올 때는 약간의 강조의 의미가 포함된다.)
형용사는 형용하는 명사구 수와 격을 따른다. 즉, 수식하는 명사가 복수형이면 형용사도 복수형이고, 목적격이면 형용사도 목적격이다.
|        | 단수                                    | 복수                                          |
| ------ | --------------------------------------- | --------------------------------------------- |
| 주격   | bona tago [aŭ tago bona] →좋은 날이     | bonaj tagoj [aŭ tagoj bonaj] →좋은 날들이     |
| 목적격 | bonan tagon [aŭ tagon bonan] →좋은 날을 | bonajn tagojn [aŭ tagojn bonajn] →좋은 날들을 |

수·격의 일치 때문에 에스페란토의 어순은 비교적 자유롭다. 형용사가 명사 앞이나 뒤에 올 수 있으므로, 어느 명사를 형용하는지는 격으로 판단해야 하는 경우도 있다.
La knabino feliĉan knabon kisis. →그 소녀는 행복한 소년에게 키스했다.
La knabino feliĉa knabon kisis. →그 행복한 소녀는 소년에게 키스했다.
하나 이상의 단수형 명사를 수식하는 형용사는 복수형으로 한다.
ruĝaj domo kaj aŭto →붉은 집과 붉은 자동차
ruĝa domo kaj aŭto →붉은 집과 [붉지 않을 수도 있는] 자동차
서술적 형용사는 항상 주격이다.
Mi farbis la pordon ruĝan. →나는 붉은 문을 칠했다.
Mi farbis la pordon ruĝa. →나는 문을 붉게 칠했다.
형용사는 가끔식 명사처럼 쓰일 수 있다. 이는 형용사가 암묵적으로 수식하는 명사가 생략되는 것으로 볼 수 있다.
Kelkaj [personoj] el ni alvenis malfrue. →우리들 중 약간[의 사람들]은 늦게 도착했다.
Tro malmultaj [personoj] venis. →너무 소수[의 사람들]만이 왔다.

### 형용사의 급(級)
형용사는 세 가지 급(級)이 있는데, 이는 원급, 비교급, 최상급이다. 급은 어형 변화 대신 부사와 전치사로 나타낸다.
| 급   | 열등 최상급                    | 열등 비교급              | 원급           | 우등 비교급           | 우등 최상급              |
| ---- | ------------------------------ | ------------------------ | -------------- | --------------------- | ------------------------ |
| 형태 | malplej ~                      | malpli ~                 | ~              | pli ~                 | plej ~                   |
| 예   | malplej bela →가장 덜 아름다운 | malpli bela →덜 아름다운 | bela →아름다운 | pli bela →더 아름다운 | plej bela →가장 아름다운 |

원급은 tiel … kiel(~만큼)으로 쓴다.
tiel riĉa kiel li →그만큼 부유한
비교급은 우등비교의 경우 pli (더), 열등비교의 경우 malpli(덜)을 쓰고, 원래 대상과 비교되는 대상 앞에 ol(~보다)를 놓는다.
pli riĉa ol li →그보다 더 부유한
malpli riĉa ol li →그보다 덜 부유한
최상급은 성질을 나타내는 단어 앞에 la plej(가장) 또는 la malplej (가장 ~하지 않은)을 쓴다. 필요하면 -el(~에서)를 추가한다.
la plej riĉa el la mondo →세상에서 가장 부유한
la malplej riĉa = la plej malriĉa →가장 부유하지 앟은

## 인칭대명사
에스페란토의 인칭대명사(personpronomo)는 인칭·성·수에 따라 나뉜다. 인칭은 1인칭·2인칭·3인칭이 있다. 1인칭 대명사는 단수(mi)와 복수(ni), 3인칭은 남성 단수(li)·여성 단수(ŝi)·비인칭 단수(ĝi)·복수(ili)가 있다. 2인칭(vi)은 성과 수를 대체로 구별하지 않는다. (단, T–V 구별에 따른 2인칭 친밀 대명사 ci가 있지만, 주로 고어(古語)의 2인칭 단수를 번역할 때나 신(神)을 일컬을 때에만 쓰인다.)
|       | 단수        | 단수        | 단수        | 복수      | 재귀            | 부정        |
| 남성  | 여성        | 중성        |             | 복수      | 재귀            | 부정        |
| ----- | ----------- | ----------- | ----------- | --------- | --------------- | ----------- |
| 1인칭 | mi →나      | mi →나      | mi →나      | ni →우리  | —               | —           |
| 2인칭 | vi (ci) →너 | vi (ci) →너 | vi (ci) →너 | vi →너희  | —               | —           |
| 3인칭 | li →그      | ŝi →그녀    | ĝi →그것    | ili →그들 | si →그(들) 자신 | oni →누군가 |
oni는 부정 인칭대명사로, 일반적인 사람을 지칭한다. 이는 프랑스어: on이나 영어: one과 비슷하게 쓰인다.
si는 재귀대명사로, 문장 내에서 3인칭 주어를 다시 언급할 때 쓴다.
Li sin lavis. →그는 자신(의 몸)을 씻었다.
명사와 같이, 목적격을 만들기 위해서는 접미사 -n을 붙인다.
Vi min amas. Mi vin amas. →너는 나를 사랑한다. 나는 너를 사랑한다.
소유격을 만들기 위해서는 -a를 붙인다.
ilia domo →그들의 집
소유형용사는 소유격의 일종이므로 일반 형용사와 동일하게 복수 어미나, 목적격 어미를 요구한다.
Ŝi legis miajn librojn. →그녀는 나의 책들을 읽었다.
단, 부사적인 '~자신'의 용법을 위해서는 부사 mem을 사용한다.
La seĝo mem estis sendifekta. →의자 자체는 이상이 없었다.
Mi min mem amas. →난 나 스스로를 사랑한다.
또한, 양성 공용 3인칭 대명사인 ri와 같은 신조어도 있지 만(리이스모), 널리 쓰이지 않는다.

## 수사
에스페란토의 수사(numeralo, nombrovorto)는 십진법을 따르며, 규칙적이다. 수사는 기수사(kardinala numeralo)와 서수사(orda numeralo)로 나뉜다. 기수는 양(~ 개)을 나타내는 반면 서수는 순서(~ 번째)를 나타낸다.

### 기수
기수는 다음과 같다.
nul(0) unu(1) du(2) tri(3) kvar(4) kvin(5) ses(6) sep(7) ok(8) naŭ(9) dek(10) cent(100) mil(1000)
복합적인 숫자를 나타낼 때는 큰 자릿수부터 순서대로 쓴다. 각 자리수 안에는 -dek, -cent, -mil 등을 붙여 쓰지만, 서로 다른 자리수 사이는 띄어 쓴다.
dudek = 20
kvincent = 500
okcent dudek unu mil kvarcent kvindek sep = 821457

### 서수
기수사에 형용사 어미 -a를 덧붙여 서수사를 만든다. 이때 십의 자리 이상의 서수는 띄어쓰기를 하지 않는다. (단, 붙임표(-)는 넣을 수 있다.) 형용사 어미 -a를 부사 어미 -e로 바꾸면 서수 부사가 된다.
kvar (넷) → kvara (네 번째의), kvare (네 번째로)
dudek sep 27 → dudeksepa 27번째의, dudeksepe 27번째로
okcent dudek unu mil kvarcent kvindek sep 821457 → okcentdudekunumilkvarcentkvindeksepa 또는 okcent-dudek-unu-mil-kvarcent-kvindek-sepa 821457번째의
서수사는 형용사와 마찬가지로 명사의 수와 격을 따른다.
Mi amas la kvaran knabon. (나는 네 번째 소년을 사랑한다.)

### 매우 큰 수
만(萬) 이상의 수의 경우는 다음과 같은 표준적 수사가 있다.
miliono 106, 백만
miliardo 109, 십억
이 이상의 수사는 라틴어에서 온 수사와 에스페란토 고유 수사를 쓰는 체계가 공존한다.
biliono aŭ duiliono 1012
triliono aŭ triiliono 1018
kvadriliono aŭ kvariliono 1024
kvintriliono aŭ kviniliono 1030
이 대신 작은 수를 중첩해서 표현하는 방법도 있다. 이 때, 수식받는 수사는 복수형이다.
mil milionoj = miliardo (109)
miliono milionoj = biliono (1012)
| 값   | 한국어   | 접미사식    | 라틴어식     |
| ---- | -------- | ----------- | ------------ |
| 106  | 백만     | miliono     | miliono      |
| 109  | 십억     | miliardo    | miliardo     |
| 1012 | 조       | duiliono    | biliono      |
| 1015 | 천조     | duiliardo   | biliardo     |
| 1018 | 백경     | triiliono   | triliono     |
| 1021 | 십해(垓) | triiliardo  | triliardo    |
| 1024 | 자(秭)   | kvariliono  | kvadriliono  |
| 1027 | 천자(秭) | kvariliardo | kvadriliardo |
| 1030 | 백양(穰) | kviniliono  | kvintiliono  |
| 1033 | 십구(溝) | kviniliardo | kvintiliardo |
| 1036 | 간(澗)   | sesiliono   | —            |

### 분수와 소수
접미사 -on은 "…분의 일"을 나타낸다.
ok(여덟) → okono (1⁄8)
'몇 분의 일'을 나타내기 위해서 이 접미사를 분모의 자릿수에 해당하는 수에 붙이고, 분자의 양만큼의 수사로 이것을 다시 수식하면 된다. 서수사와 마찬가지로 -on을 붙여 분수화한 수가 두 자리 이상일 경우 사이띄기를 하지 않는 것이 원칙이다.(대분수의 경우는 자연수 부분-분수 부분의 순서대로 쓰되 둘 사이에 kaj를 놓는다.)
kvar kaj kvin dudekseponoj (45⁄27)
배수를 나타내기 위해서는 접미사 -obl을 쓴다.
tri(셋) → triobla(세 배의)
소수를 읽을 때는, 정수 부분은 원래대로 읽고, 1보다 작은 부분은 각 자리수를 순서대로 읽는다. 소수점은 반점(komo)으로 적고, komo로 읽는다. 0은 nul로 읽는다.
0,84 = nul como ok kvar
73,016 = sepdek tri como nul unu ses

### 시간
시(時)와 일(日)을 나타낼 때에는 la …-a와 같이 명사화한 서수형용사를 쓴다. 다만, 분(分)은 기수를 쓴다.
Estas nun la dua. →지금은 두 시다.
Estas nun la dua tridek. →지금은 두 시 30분이다.
Hodiaŭ estas lundo la dekoka de Januaro, 1887. →오늘은 1887년 1월 18일 월요일이다.
의문문에서는 수사로 쓰이는 부분(년, 일, 시, 분)은 kioma를 사용한다. 하지만 수사가 아닌 부분(월, 요일)은 kiu이다.
Kioma horo estas? →몇 시입니까?
구어(口語)로는 Kiomas?로도 할 수 있다.
Kioma tago estas (hodiaŭ)? →(오늘이) 며칠입니까?
Kiu tago estas (hodiaŭ)? →(오늘이) 무슨 요일입니까?
Je kioma jaro kaj kiu monato naskiĝis Cezaro? →카이사르는 몇 년 몇 월에 태어났습니까?

### 군집
접미사 -ope는 몇 개인가의 동질적인 개체가 함께 있는 경우, "…개 짝으로"를 뜻한다.
duope 짝지어
triopa 셋으로 구성된
군집을 나타내기 위해서는 -opo나 아니면 단순히 -o를 쓸 수 있다.
trio aŭ triopo 세 쌍
단, -o는 -opo와 달리 단순한 기수를 나타낼 수도 있다. 이 때 세는 대상을 명시하려면 부사 da를 쓴다.
deko da pomoj 열 개의 사과 (≈ dek pomoj)

### 수사의 기타 파생
수사는 위에서 열거한 경우 이외에는 보통 규칙적으로 파생되지 않는다. (물론 unuigi →통합하다와 같은 형태는 존재한다.) 다만, 전문 용어에서 수사를 규칙적으로 파생하는 경우가 있다.

#### 수학 용어
수학 용어 가운데 수사를 파생하여 얻는 경우는 다음과 같다.
진법
n진법은 부정형 접미사 -uma를 사용한다.
duuma →이진법
dekuma →십진법
deksesuma →16진법
다항식
n차 다항식은 접미사 -nomialo을 사용한다.
dunomialo →이차 다항식
trinomialo →삼차 다항식

#### 음악 용어
음악 관련 용어 가운데 상당수는 수사를 접미사를 통해 파생하여 만들어진다.
음표
n분음표는 분수를 나타내는 접미사 -ono로 사용한다.
duono →2분음표
okono →8분음표
잇단음표는 접미사 -olo로 파생하여 사용한다. 불규칙적으로, 셋잇단음표는 triolo 대신 라틴어식 trioleto를 사용하기도 한다.
triolo 또는 trioleto →셋잇단음표
kvinolo →다섯잇단음표
음정
음정은 수사를 접미사 -to로 파생하여 나타낸다. 즉, n도 음정은 n-to이다. 다만, 일부 음정에는 라틴어에서 온 불규칙적인 용어도 존재한다.
| 한국어           | 기호 | 접미사식 | 라틴어식 | 기타                               |
| ---------------- | ---- | -------- | -------- | ---------------------------------- |
| 완전1도 (제주)   | P1   | unuto    | unisono  |                                    |
| 장2도            | M2   | dukto    | —        |                                    |
| 장3도            | M3   | trito    | tercio   |                                    |
| 완전4도          | P4   | kvarto   | —        |                                    |
| 완전5도          | P5   | kvinto   | —        |                                    |
| 장6도            | M6   | sesto    | seksto   |                                    |
| 장7도            | M7   | septo    | septimo  | septo(격막, 라틴어: septum)와 충돌 |
| 완전8도 (옥타브) | P8   | okto     | oktavo   |                                    |
| 장9도            | M9   | naŭto    | naŭno    |                                    |

중주
중주는 수사를 접미사 -teto로 파생하여 나타낸다. 다만 3중주 이하에는 라틴어에서 온, 불규칙적인 단어들도 존재한다.
| 한국어 | 접미사식 | 라틴어식    |
| ------ | -------- | ----------- |
| 독주   | —        | soloo, solo |
| 2중주  | duteto   | dueto       |
| 3중주  | triteto  | terceto     |
| 4중주  | kvarteto |             |
| 5중주  | kvinteto |             |
| 6중주  | sesteto  |             |
| 7중주  | septeto  |             |
| 8중주  | okteto   |             |

## 동사
에스페란토의 경우, 평서문에서 동사(verbo)는 일반적으로 문장의 2번째 위치(주어 다음)에 오지만, 다른 언어와 비교해서 어순은 자유롭다. 또 에스페란토에서는 조동사(helpverbo)의 개념이 없다. povi(할 수 있다),devi(해야 한다),voli(하기 원하다)등은 조동사로 불리기도 하지만, 다른 동사와 구별되어 쓰이지는 않는다. 그러나 자동사, 타동사의 구별은 엄격하다. 대부분의 유럽어와는 달리 인칭에 따라 변화하지도 않고, 불규칙동사도 없다.

## 전치사
에스페란토의 전치사(prepozicio)는 명사구 앞에 와 전치사구를 만들며, 부사적으로 쓴다. 전치사 뒤에 놓이는 명사는 일반적으로 주격이다. (다만 특수한 경우 방향을 나타내기 위하여 목적격을 쓴다.)
자주 쓰이는 전치사는 다음과 같다.
- al→~에게, -(쪽으)로, el→~로부터, laŭ→~에 따라서, kun→~와 함께, sen→~가 없이, de→~의, da→~만큼의 (양적 표현)
- ĉe→~에, -근처에, -의 집에, en→~안에, -안으로, por→~을 위하여, pro→~때문에), per→~을 이용해서
- dum→~하는 동안, ĝis→~까지, pri→~에 관해서, tra→~을 통해서, trans→~을 가로질러, 다른 쪽의
- sub→~아래에, sur→~위에(접촉), super→~위에(비접촉), inter→~사이에, ekster→~바깥에
- apud→~곁에, preter→~너머로, 지나서, post→~뒤에, antaŭ→~앞에, malantaŭ→~뒤에, krom→~외에(도), -말고는
- kontraŭ→~에 반대하여, 반대편에, ĉirkaŭ→~주위에, 이곳저곳에, anstataŭ→~을 대신해서, malgraŭ→~에도 불구하고

전치사 je는 위의 전치사 가운데 아무나 대체할 수 있으며, 위의 전치사로 표현하기 애매한 경우 폭넓게 쓰인다.
전치사는 중첩되어 사용될 수 있다. 다만, 'al'이 다른 전치사와 중첩되면, 혼동이 없는 한 방향을 나타내는 목적격으로 대체할 수 있다.
Mi ekkuros al en la domo. = Mi ekkuros en la domon. →나는 집 안으로 달려나갈 것이다.
al이나 -n을 생략하면 의미가 달라진다.
Mi ekkuros en la domo. →집 안에서 달려나갈 것이다.

### 전치사 po
po는 전치사 또는 부사로 사용되며, "각각"을 의미한다.
Mi aĉetis librojn po dek dolaroj. →책을 각각 10달러에 샀다.
"모든 X는 각각 Y를 ~"는 "ĉiu X ... po Y"이다. 여기서 "X"는 단수형이어야 한다.
Ĉiu infano (aŭ ĉiu el la infanoj) ricevis po tri pomojn. →모든 아이는 각각 세 개의 사과를 받았다.
만약 "매 X당 Y"(영어의 per와 같은 용법)를 뜻하려면, "po X por Y"를 쓴다.
La lecionoj kostas po dudek dolaroj por horo. →강의는 매 시간당 20달러이다.

### 전치사 da
전치사 da는 어떤 물질 또는 대상의 수량을 나타낼 때 사용한다. 즉, "X만큼의 Y"를 표현하려면 "X da Y를 사용한다.
tri litroj da akvo →물 3리터
iom da akvo →약간의 물
tiom da akvo →그 만큼의 물

## 접속사
에스페란토의 접속사(konjunkcio)는 대등절을 연결하거나 종속절을 이끈다. 주절과 종속절 사이에는 반점(,)을 찍는다. 주요 접속사는 다음과 같다.
- 등위접속사(kunordiga konjunkcio)는 두 개 이상의 대등절을 연결한다.
  - kaj→그리고
  - aŭ→또는
  - sed→그러나
  - do→그래서
- 종속접속사(subordiga konjunkcio)는 주절과 종속절을 연결한다. 주절과 종속절 사이에는 반점(,)을 찍는다.
  - se→만약 -이라면
  - ke→-라는 것
  - ĉar→-때문에
  - ĉu→-인지 아닌지
  - kvankam→-에도 불구하고
- 상관접속사(korelativa konjunkcio)는 두 대등절을 연결한다.
  - ne(k) A nek B→A도 B도 아닌
  - jen A jen B→때로는 A, 때로는 B
  - ju pli A, des pli B→더 A일수록 더 B
  - kaj A kaj B→A와 B 둘 다
  - ĉu A, ĉu B→A나 B나 상관 없이
  - ne A, sed B→A가 아니라 B
  - ne A, sed ankaŭ B→A뿐 아니라 B도

ne(k) A nek B 형태의 경우, A 앞의 ne(k)가 동사를 수식할 때는 ne, 아니면 nek을 쓴다. (A 뒤에는 항상 nek이다.) ju … des 꼴에서, pli (더) 대신 malpli(덜)로 쓸 수 있다.

### 간접화법
에스페란토 간접화법의 원칙은 "발화 상황에 충실하게"다. 즉, (영어 등과 달리) 에스페란토에서는 간접화법 인용절의 시제가 직접화법 인용절의 시제와 같다. 직접화법을 간접화법으로 바꾸려면 따옴표를 떼고 ke …로 놓기만 하면 된다. 거꾸로 간접화법을 직접화법으로 바꿀 때에도 마찬가지 원칙을 따른다. (다만, 인용구가 원래 의문문/감탄문일 경우에는 평서문으로 바꾸고, 절을 이끄는 문법요소가 있을 때는(예컨대 ĉu나 ki-류 의문사) 따로 ke를 더하지 않고 그대로 인용한다.)
Li diris al ni: "Ŝi loĝis tie." →그는 "그녀는 여기서 살았습니다."라고 우리에게 말했다. [직접화법]
→ Li diris al ni ke ŝi logis tie. →그는 그녀가 여기서 살았다고 우리에게 말했다. [간접화법]
Li diris al ni: "Ĉu ŝi loĝis tie?" →그는 "그녀가 여기서 살았습니까?"라고 우리에게 물었다. [직접화법]
→ Li diris al ni, ĉu ŝi loĝis tie. →그는 그녀가 여기서 살았는지 우리에게 물었다. [간접화법]
Li diris al ni: "Kie loĝis ŝi?" →그는 "그녀가 어디에 살았습니까?"라고 우리에게 물었다. [직접화법]
→ Li diris al ni, kie ŝi loĝis. →그는 그녀가 어디에 살았는지 우리에게 물었다. [간접화법]
다만, 직접화법에서의 따옴표 내의 1·2인칭대명사는 간접화법 인용절에 맞게 바꾼다. 또, 시간을 나타내는 부사인 hieraŭ (어제), hodiaŭ (오늘), morgaŭ (내일) 등도 시간에 맞게 인용절에서 바꾼다.
Pasintan lundon li diris: "Mi ne laboras hodiaŭ!" →지난 월요일에 그는 "오늘은 일하지 않을 겁니다!"라고 말했다. [직접화법]
→ Pasintan lundon li diris, ke li ne laboras tiun tagon. →지난 월요일에 그는 그 날 일하지 않을 거라고 말했다. [간접화법]

### 명사절이 주어일 때
명사절이 주어인 문장이 필요하면, 대체로 주어를 뒤로 옮기고 동사를 앞에 놓는 동사 도치구문을 쓴다. 그러면 (에스페란토에서는 가주어(假主語)가 없으므로) 동사-(목적어)-주어 [V(O)S] 어순이 되는데, 이 때 주어인 명사절 앞에 반점은 찍지 않는다. 만약 종속절을 수식하는 보어로써 형용사가 필요하면, 형용사의 어미 -a를 -e로 바꾼 부사 형태를 대신 쓴다.
Estas amuze ke ni forgesis lin. →우리가 그를 잊었다는 사실이 흥미롭다.
물론 도치시키지 않고 원래 주어-동사-목적어[SV(O)] 어순도 가능하다.
Ke vi venis estis tre saĝe. →네가 왔던 것은 매우 현명한 처사였다.
= Estis tre saĝe ke vi venis.

## 상관사
상관사(korelativo)는 지시 대명사·의문사·관계사를 포함하는 품사다. 상관사는 분량을 나타내는 어두와 성질을 나타내는 어미로 이루어진다. 어두는 총 5가지가 있고, 어미는 총 9가지가 있어, 이들을 조합하여 총 45개의 상관사를 만들 수 있다. 예컨대, ĉi-(모든 ~) + -e(~ 곳에) = ĉie(모든 곳에)와 같은 꼴이다.
|                   | ki- 어떤 | ti- 저 | i- 어떤 | ĉi- 모든 | neni- 전혀 없는 |
| ----------------- | -------- | ------ | ------- | -------- | --------------- |
| -o 것(일반적)     | kio      | tio    | io      | ĉio      | nenio           |
| -u 특정 사람·사물 | kiu      | tiu    | iu      | ĉiu      | neniu           |
| -a … 종류의       | kia      | tia    | ia      | ĉia      | nenia           |
| -es … 소유의      | kies     | ties   | ies     | ĉies     | nenies          |
| -e …곳에          | kie      | tie    | ie      | ĉie      | nenie           |
| -am 때에          | kiam     | tiam   | iam     | ĉiam     | neniam          |
| -om 만큼의        | kiom     | tiom   | iom     | ĉiom     | neniom          |
| -el 방법으로      | kiel     | tiel   | iel     | ĉiel     | neniel          |
| -al 이유로        | kial     | tial   | ial     | ĉial     | nenial          |
- -om류의 경우는 접사 -a를 붙여 -oma의 꼴로 쓰면 '-의 양의'라는 의미가 된다.
- -e류의 경우는 방향의 목적격 -n을 붙여 -en의 꼴로 쓰면 '-곳으로'라는 의미가 된다.
- -u류는 형용사적으로 명사를 수식하여 양적인 의미를 표현할 수 있으며, 명사를 수식할 때는 복수/대격어미를 일치시켜야 한다. 단독으로 명사꼴로 쓸 경우도 복수/대격어미를 받을 수 있다.
- -a/-oma류의 경우 역시 수식받는 명사의 복수/대격어미를 일치시켜야 한다.
- 일반적인 것을 가리키는 -o류에는 어떠한 경우에도 복수어미가 붙지 않는다.(단, 목적격 어미(-n)는 붙을 수 있다.)
- -es류에는 수식하는 명사 바로 앞에 오며, 수식받는 명사에 관계없이 목적격어미와 복수어미가 붙지 않는다.
- -om류에는 목적격 어미가 붙지 않는다.
- -e류, -am류 등은 명사처럼 사용할 수도 있다.(그러나 복수/목적격어미는 받지 않는다.)
- kiel은 명사를 목적어로 두는 전치사(~로서/~처럼의 뜻)처럼 사용될 때가 있다.
- -ies류 상관사는 형용사처럼 쓰이나, 수·격을 일치시키지 않는다. 이 때문에 간혹 수·격이 모호한 경우가 있다. 예를 들어,

ties arbo 저 사람(것)의 나무 또는 저 사람(것)들의 나무
에서는 단수/복수를 구분할 수 없다. 수를 명시하려면 전치사구(句)로 바꾸어 쓴다.
arbo de tiu 저 사람(것)의 나무
arbo de tiuj 저 사람(것)들의 나무

### 상관사와 같이 쓰이는 부사
에스페란토의 지시 대명사는 원칭(遠稱)과 근칭(近稱)으로 나뉜다.
지시 대명사는 기본적으로 원칭이고, 이를 근칭으로 바꾸려면 부사 ĉi를 더한다.
ĉi tio [aŭ tio ĉi] →이것 (≠ tio →저것)
ĉi tie [aŭ tie ĉi] →이곳에 (≠ tie →저곳에)
ĉi tial [aŭ tial ĉi] →이런 이유로 (≠ tial →저런 이유로)
부사 ajn은 ki-/i-/ĉi-/neni-류 상관사에 붙어 임의적 또는 무관심한 성질을 강조한다. 상관사를 수식할 때는 반드시 상관사 바로 뒤에 붙는다.
ki-류와 결합하면 '~이든 상관없이'의 의미가 된다.
Kiu ajn ŝi estos, mi ŝin deziras feliĉon! →그녀가 누구든, 나는 그녀가 행복하길 빈다!
ĉi-류와 결합하면 임의성을 강조한다. 즉 '그 어떠한 ~라도'의 의미가 된다.
Ĉiam ajn vi estas bonvena ĉe mi. →그 어떠한 때라도 넌 내게 항상 환영이다.
neni-류와 결합하면 상관사를 강조한다.
Nenien ajn mi iros! 나는 그 어디에도 가지 않을 것이다!
i-류와 결합하면 (주로 부정문에서) '조금의 ~라도'를 뜻한다. 즉 neni-류의 용법과 비슷하다.
Ni ne havas ion ajn, kion oni diras esperon. →우리에게는 소위 희망이라는 것이 조금도 없다.
= Ni havas nenion ajn, kion oni diras esperon.
때로 ki-류 상관사와 결합해서 쓰이는 것을 ĉi-와 i-의 결합으로 풀어 쓰면 의미가 명확해질 수 있다.
Mi konsentas akcepti kian ajn pagon. →나는 어떠한 지불 방법에도 동의할 수 있다.
= Mi konsentas akcepti ĉian ajn pagon
= Mi konsentas akcepti ian ajn pagon.
상관사 + 명사에 ajn을 붙일 때는 주로 상관사와 명사 사이에 붙인다. 다만 명사 뒤에 쓰기도 하나, 이런 용법은 드물다.
Neniun ajn urbon [aŭ urbon ajn] mi veturos! →나는 그 어느 도시에도 여행하지 않을 것이다!

### ki-류 상관사의 용법
에스페란토에서 ki-류 상관사는 크게 세 가지 용법이 있다. 의문사로서 의문절을 이끄는 것, 관계사로서 관계절을 이끄는 것, 그리고 감탄사로서 감탄문을 만드는 것이 그것이다.

#### 의문사
의문사를 이용한 의문문을 만들기 위해서는 기본적인 어순에 따라 문장을 배치한 후 의문사만 문두로 도치시키면 된다.(다만, 의문사 kies의 경우 수식받는 명사를 함께 도치시켜야 한다) 또한, 의문사는 명사절인 의문절을 이끌 수 있다.
Fremdulo, diru, kiu kaj el kie vi estas. 외국인이여, 말하라, 당신이 누구이고 어디서 왔는지.
종종 kiel과 kia의 혼동이 생기는데, 오로지 사물 자체의 특성을 기술하기 위하여 사용할 경우에는 영어 등 다른 유럽언어들에서 how의 자리에 에스페란토에서는 kia를 사용한다.
Kia estis nia biciklo? 우리 자전거 어땠어요?
*Kiel estis nia biciklo?("우리 자전거 어떻게요?")는 비문이다.

#### 관계사
관계사는 형용사절 혹은 부사절인 관계절을 이끌어 선행하는 명사나 형용사, 부사, 혹은 문장 전체를 수식(이 경우는 kio를 쓴다)할 수 있다. 관계사 kio의 선행사를 생략하거나, kiu 등의 관계사 자체를 생략할 수도 있다.
Ĉu vi nun aŭdantas (tion), kion mi estas diranta? 넌 지금 내가 말하는 것을 듣고 있니?
Kiam mi vin venis, vi estis dormanta. 내가 네게 갔을 때, 넌 자고 있었어.

#### 감탄사
ki-류를 감탄사로 사용할 때는, 먼저 평서문을 만든 후에 그 문장의 성분 중 특히 강조하고 싶은 부분을 ki-류로 수식하여 도치시키거나 그 자체가 문장성분을 이루어 도치시키는 방식을 사용한다. 모든 ki-류가 감탄사로 사용될 수 있다.
Kia granda brulo! 이렇게 큰 불이라니!
Kiel abomene! 얼마나 혐오스러운지!

### 상관사의 활용 및 접사
다른 언어와 달리, 에스페란토의 상관사는 약간의 활용 및 접사의 사용이 가능하다. 그러나 이러한 용법은 대개 드물다.
tiel (이렇게) → tiela (이러한), tiele (이렇게)
이는 tia, tiel과 동의어이나, 약간의 강조 의미가 더해진다.
kiel (어떻게, ~와 같게) → malkiel (~와 반대로)

### 기타 상관사
간혹, ali-(다른)로 구성된 상관사를 사용하기도 한다. 그러나 이 용법은 많은 이들이 오류로 간주하고, 에스페란토 도해대사전에서도 alies(=aliula, 다른 이의)와 aliel(= alie, 다르게)를 수록하지만 피해야 하는 단어라고 명시하고 있다.
또한, kiel(~와 같게, ~으로서)의 두 뜻 가운데, "~으로서"를 강조하기 위하여 간혹 estiel을 사용하기도 한다. 다만, 이 용법은 드물다.
Li kondutis kiel prezidanto. →그는 회장처럼/회장으로서 행동하였다. (회장이 아닐 수 있음)
Li kondutis estikiel prezidanto. →그는 회장으로서 행동하였다. (회장임이 확실)

## 부정 표현
부정문(negacio)은 부정부사 ne를 쓴다. 이는 문장 안에서 일반적으로 동사 바로 앞 자리에서 동사를 부정하지만, 다른 자리에서 사용될 때는 그 바로 뒤에 있는 문장성분을 부정한다.
Kiam li ne vidis min, mi ekkuris la arbon. →그가 나를 보지 않았을 때, 나는 그 나무 쪽으로 달려나갔다.
Kiam li vidis ne min, mi ekkuris la arbon. →그가 나는 보지 않았을 때, 나는 그 나무 쪽으로 달려나갔다.
Kiam li vidis min, mi ne ekkuris la arbon. →그가 나를 보았을 때, 나는 그 나무 쪽으로 달려나가지 않았다.
Kiam li vidis min, mi ekkuris ne la arbon. →그가 나를 보았을 때, 나는 그 나무 쪽으로는 달려나가지 않았다.
이것에 더하여 부정의 의미를 갖는 neni-류의 상관사 혹은 상관접속사 nek이 문장 내에서 사용된 경우도 부정 표현이 사용된 것으로 보아 한 절 내에서는 가급적 하나의 부정 표현만을 허용한다.
Mi neniel povas kompreni, kion vi parolas. →나는 네가 뭘 말하든 하나도 알아들을 수 없다.
부정의 표현이 중첩되는 경우를 다중부정({\displaystyle n}-obla negacio)이라 한다. 이중부정(duobla negacio)의 경우는 강한 긍(부)정의 강조를 나타낸다. 그 이상의 경우는 (논리학적인 용법 등 외에는) 뜻을이해하기 어려워지므로 쓰지 않는다.
Mi ne amas neniun. →내가 아무도 사랑하지 않는 것은 아니다.
Neniam, neniam, neniam li revenos. →그가 다시 오는 일은 절대로 없을 것이다.

## 의문문
에스페란토의 의문문은 의문사 없이 예(jes/ĝuste)/아니오(ne/malĝuste)의 답을 요구하는 의문문과 의문사를 붙여서 의문사에 대한 해명을 요구하는 의문문으로 나눌 수 있다. 전자의 경우 해당 구조의 평서문에서 문두에 부사 ĉu를 붙이거나 평서문 구조 그대로 문미를 상승조로 발음하면 된다(어느 경우에도 동사 등의 어순변화나 추가적인 접사부여는 없다.). 후자의 경우는 해당하는 의문사를(격/복수 표지 등이 있을 경우 붙인 채로) 평서문형에서 문두로 도치시켜주면 성립된다.

### 부가의문문
부가의문문은 평서문 뒤에 붙여 확인의 의미를 표현하기 위해 사용된다. 부가의문문을 표현하기 위해서는, 원 문장에 부정 표현이 없는 경우 ..., ĉu ne? 와 같이 만들면 되며 부정 표현이 있는 경우 ..., ĉu? 와 같이 만들면 된다. 이것은 한 절 안에 부정 표현은 둘 이상 허용되지 않는다는 원칙에 따른 것이다.

## 부사
에스페란토에서 대부분의 부사(에스페란토: adverbo)는 명사나 형용사에서 접미사를 -e 또는 (명사의 경우) -en으로 활용하여 사용된다.
feliĉa (행복한) → feliĉe (행복하게)
hejmo (집) → hejme (집에서), hejmen (집으로)
그러나 이 밖에도 다음과 같은 예외적인 부사들이 존재한다. 이 가운데 상당수는 어미 -aŭ를 가진다.
- tre(매우/매우 많이) tro(너무/너무 많이) jen + 명사(여기 (명사)가 있다) hieraŭ(어제에) hodiaŭ(오늘에) morgaŭ(내일에) ankaŭ(...도 또한) ankoraŭ(아직) baldaŭ(곧) tuj(즉시) ambaŭ(~들 다;복수명사 수식) almenaŭ(적어도) foje(이따금) ofte(종종) ordinare(대부분) preskaŭ(거의) apenaŭ(거의..않다) eĉ(심지어) plu(더) kvazaŭ(마치...같이) tamen(...에도 불구하고) ja(정말로) ĵus(마침, 바로)

종종 -aŭ로 끝나는 부사나 전치사들 일부에 접미사 -a, -i, -o 등을 첨가해서 활용할 수 있는 경우가 있다.
- hieraŭ → hieraŭa(어제의), anstataŭ → anstataŭa(대신하는)/anstataŭo(대체)/anstataŭi(~를 대신하다)

또, 전치사 krom의 조합은 종종 사용된다.
- krom se(만약 ~가 아니라면)
- krom tio=krome(게다가)
- kromvirino(첩)
- ※ krom(i)o(크로뮴)은 관계없다.

## 감탄사
에스페란토에서 쓰이는 감탄문은 보통 ki-류 상관사 (kia, kio 등)을 사용한다 (#상관사 참고). 이 밖에도 홀로 쓰이는 일련의 감탄사들이 있다.
인사
he! →이봐! uhu! ho hoj! →어이! (멀리서 부름) hola! →이봐요! halo! →여보세요? (전화 인사) adiaŭ! →안녕! (이별의 인사. ※오늘날 문어로만 사용, 구어로는 ĝis (la revido))
부정적
ve! →아! (슬픔) fi! →어머나! 부끄러워라! fek!→젠장! aĥ! →오! (놀라움, 우려) oj! →아아! (고통과 갈망) hu! →으악! pa! ba(f)! →흥! (불쾌히 무시함) dirlididi! →그럼 뭐 어때! (언급된 내용을 무시함) hm! →음…… (회의)
의성어
br(r)! →덜덜 (떠는 소리) hik! →딸꾹! pu! →웩! (오물에 대한 구토) blabla! →어쩌구저쩌구, 이러쿵저러쿵lala! →옹알옹알 (옹알이) ŭa! →으앙! (아기 울음) kŭaks! →두껍두껍! (두꺼비 소리) kva(k)! →개굴개굴! (개구리 소리) be! →매! (양소리) kvivit! →짹짹! (새소리) →aŭ! →깍깍! (까마귀) puf! pum! bum! →쿵! bac! →쾅! ŝpruc! →콸콸! ŝov! →(뭔가를 떼미는 소리) sss! →지글지글 (요리하는 소리) hu-u-u! →휭! (바람소리) trateratra →빠바밤! (트럼펫 소리)
종교 및 전문 용어
amen →아멘 hosana! →호산나! haleluja! →할렐루야! ŝak! →장군! (체스) ŝakmat! →외통장군! (체스에서 승리를 선언) pat! →무승부! (체스에서 스테일메이트를 선언)
짐승에 대한 명령
hot(o)! →이랴! tpr! pru! →워워 huŝ! fr! →훠이! (새 따위를 내쫓는 소리) tju! →훠이! (큰 짐승을 겁주는 소리}}
기타
ha! →아! ha ha! →하하! nu →글쎄, 음…… ek!→가자!/~하자! bis! →앙코르! ehe! →아, 그렇군! (뭔가를 이해했을 때) aha! →그럼 그렇지! (기다리던 뭔가를 찾았을 때) spit! (대항·저항을 나타내는 함성) baj baj 또는 lulu →자장자장 ĉit! ŝŝ! ts! →쉿! ho ruk! →영치기 영차 rap rap! →빨리 빨리! hura! →만세! aŭ! aj! →아야! lo! →보라! fu! →풋! (웃음을 참음) uf! →후유! (어려운 일을 끝낸 뒤)
감탄사 가운데 상당수는 접사나 어근에서 어미를 생략한 형태다.
ek-→~하기 시작하다 → ek! →가자!/시작하자!
spite →~에 대항하여 → spit! (대항·저항을 나타내는 함성)
stopi →멈추다 → stop! →멈춰!
feko →똥 → fek! →젠장!
ŝpruci →거세게 흘러나오다 → ŝpruc! →콸콸!
ŝovi →떼밀다 → ŝov! (떼미는 소리)
반대로, 감탄사를 동사나 명사로 파생할 수도 있다.
adiaŭ! →안녕! (이별) → adiaŭi →이별을 고하다
blabla! →이러쿵저러쿵 → blablai →이러쿵저러쿵하다, 지껄이다
fi! →세상에! 부끄러워라! → fi- →나쁨을 나타내는 접사, fia →나쁜, 비난받을 만한
ve! →오, 이런! → veo →탄식, vei →탄식하다
bis! →앙코르! → bisi →재청하다
kvivit! →짹짹! (새소리) → kviviti →짹짹거리다
huŝ! →훠이! (새를 내쫓는 소리) → huŝi →새를 내쫓다

## 참고 문헌
- Kalocsay, Kálmán; Gaston Waringhien (1985). 《Plena Analiza Gramatiko de Esperanto》 (에스페란토) 5판. Universala Esperanto-Asocio.
- Wennergren, Bertilo. 《Plena Manlibro de Esperanta Gramatiko》 (에스페란토) v. 15판.
- Kellerman, Ivy (1910). 《A Complete Grammar of Esperanto》 (영어).
- 이영구 (2006). 《첫걸음 에스페란토》. 한국외국어대학교 출판부.
- Wells, John C. (1991). 《에스페란토의 언어학적 연구》. 翰信文化社.